# Планка

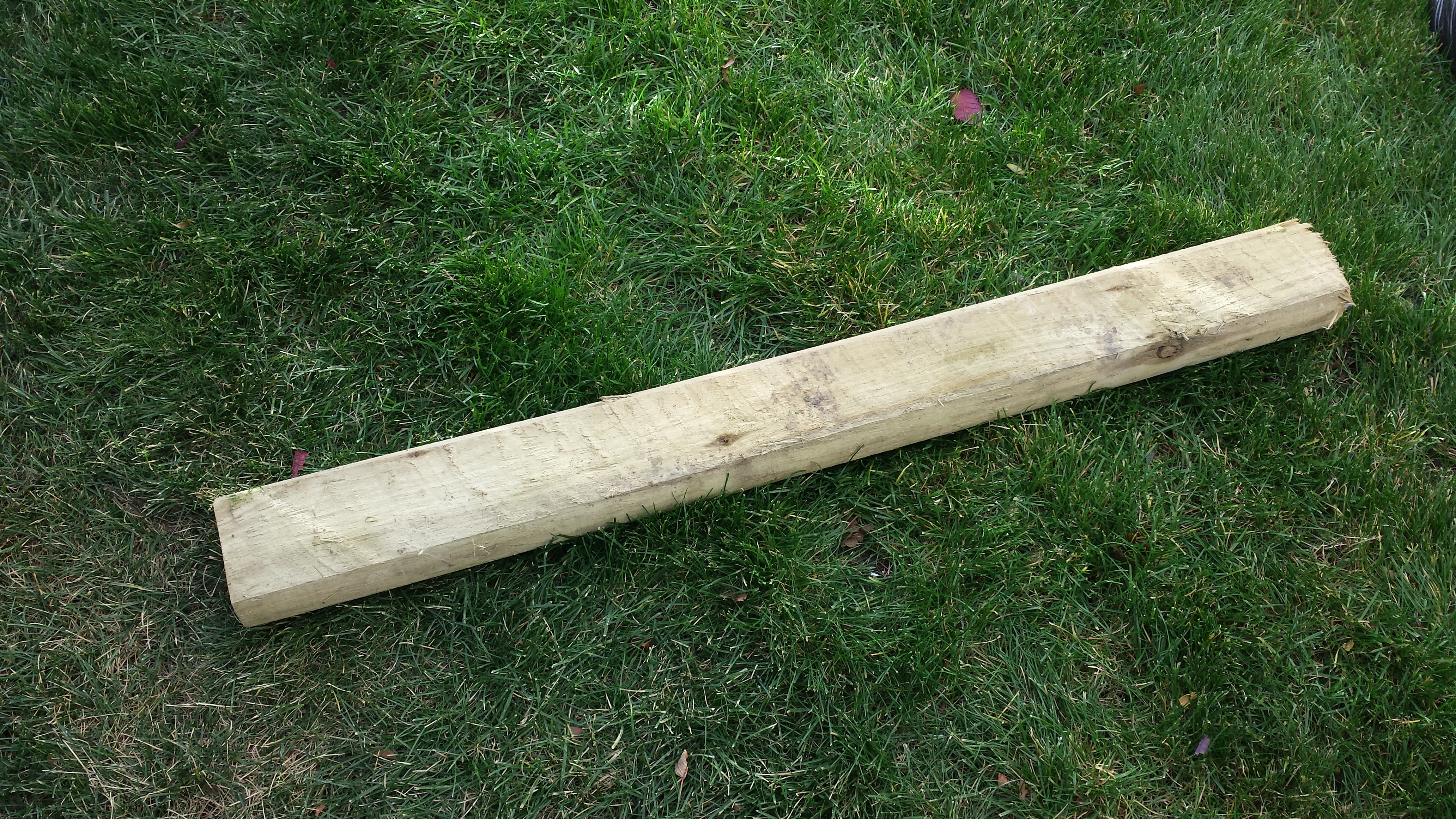
Дерев'яна планка.

Планка — невелика довгаста дерев'яна дощечка, металева пластинка, смужка тканини тощо.
Дерев'яна планка використовується в будівельних роботах, при виготовленні меблів і різних типів фурнітури. У будівництві планку використовують в основному як матеріал для каркасів, дахів, підлог, вікон, допоміжних конструкцій.
Прицільна планка — пристрій для прицілу в деяких видах зброї.